# Ion Russu
Ion Russu (n. 16 iulie 1941, Făleștii Noi, raionul Fălești, RSS Moldovenească, URSS) este un diplomat și om de stat moldovean, care în anii 1994-1998 a îndeplinit funcția de ambasador al Republicii Moldova în Ucraina și ministru al agriculturii și industriei prelucrătoare în anii 1999-2001.

## Biografie
S-a născut în satul Făleștii Noi, raionul Fălești, RSS Moldovenească (actualmente R. Moldova). În 1969 a absolvit Institutul Agricol din Herson. A absolvit Școala de partid din cadrul Comitetului Central al Partidului Comunist din Ucraina.
Din 1969, a lucrat ca agronom al fermei colective „Jdanov” din Tiraspol. În anii 1973-1976, a fost președinte al fermei colective „Lenin” din Cioburciu. În 1976, a devenit președinte al Consiliului fermelor colective din Slobozia. În 1979-1984, a fost prim-secretar al Comitetului raional Suvorov al Partidului Comunist din RSSM. În anii 1984-1990, a fost prim-secretar al Comitetului raional Slobozia. În 1990-1991, Șef al Departamentului Comitetului Central al Partidului Comunist al RSSM. În 1991 a devenit Președinte al Comisiei Guvernului Republicii Moldova privind situația din Transnistria. În 1994-1998, a deținut postura de Ambasador extraordinar și plenipotențiar al Moldovei în Ucraina. Din 21 decembrie 1999 până în 19 aprilie 2001, a fost Ministrul Agriculturii și Industriei prelucrătoare al Republicii Moldova.

## Lucrări
- Партийные организации и научно-технический прогресс на селе („Organizațiile partidului și progresul științific și tehnologic în mediul rural”) / И. Н. Руссу, 61,[2] с. 20 см, М. Политиздат 1988[4]